# Iasna Poleana, Mîkolaiiv
Iasna Poleana (în ucraineană Ясна Поляна) este un sat în comuna Andriivka din raionul Mîkolaiiv, regiunea Mîkolaiiv, Ucraina.

## Demografie
Componența lingvistică a localității Iasna Poleana
     Ucraineană (87,73%)
     Rusă (10,43%)
     Alte limbi (0,61%)
Conform recensământului din 2001, majoritatea populației localității Iasna Poleana era vorbitoare de ucraineană (87,73%), existând în minoritate și vorbitori de rusă (10,43%) și armeană (1,23%).